# 杰特拉帝人
傑特拉帝人（Zentradi，又譯祖拿達人、天頂星人），是日本动画《超時空要塞》系列及其美国改编版《太空堡垒》系列中出现的巨大外星种族。中國大陸引进《太空堡垒》时，翻译人员将“天顶”的词根ZENNITH附会上去而译出“天顶星人”。

## 外形

### 早期設定
基本外型为人类5倍尺寸的巨人，外表與人類相近，身高约10米左右，男性指揮官型個體則超過13米高，以及遠超過一般男性士兵的身體強度。皮肤强度相当高，骨骼和肌肉经过强化，内臟的数量和布置与人类略有不同，在真空宇宙环境中也能短暂生存；在艦隊中分成男、女部隊進行作戰任務。男性以肉搏戰取向的強韌肉体；女性作为驾驶员取向，則是抗G力的改造、娇小的身体。无论男性还是女性在利用微缩装置恢复地球人体形时体表特征和内脏骨骼等都与地球人基本无异，因为这些改造是在巨大化过程中进行的而不是天生的生理特征。不过如皮肤颜色等直接基因层面的改造则会在微缩时保留，与其他人类种族结合后代也有遗传这些特征的机率。

### 劇場版設定
在《超時空要塞：愛、還記得嗎？》的設定中，男性稱為傑特拉帝，女性則稱為美特蘭蒂（MELTRANDI）。Zentradi在原始文明語中是ZENTRAN的複數形式，在形容女性組成的勢力、個體時往往使用“MELTRANDI”和“MELTRAN”。
男性擁有略尖的耳朵是獨特的外貌特徵。通常士兵型男性擁有青灰或偏藍紫色的皮膚和藍灰色調或綠色調的毛髮。擔負生體電腦任務的男性記錄參謀個體一般身高8米左右，有不成比例的較大腦部和用來進行精確操作的機械觸手。
女性個體外貌一般和人類類似，比較特殊的是一般女性個體都相當美麗，擁有光亮的頭髮。女性個體與對臟器骨骼加以生化改造、有著驚人的體力而與幾近生化人（BIOROID）的男性不同，是更接近機人（CYBORG）的生命體，植入複合骨骼、光學神經等提高反射能力和強悍的反射神經、生物光纖毛髮等，可在超機動下承受巨大負載的壓力，機動兵器則直接通過神經連接和動作捕捉配合操作。女性個體之間全部由光學情報網聯繫，參謀在腦部移植高性能晶體光學電腦並配合特殊的頭盔使用而不需要犧牲身體能力，因此也能作為飛行員擔負前線資訊處理和預警（EWAC）任務。

### 近期設定
大多承襲早期設定，但也納入一些劇場版設定，例如男性增加膚色、出現略尖的耳朵特徵，以及特化的傑特拉帝人參謀等。女性在《Macross Frontier》套用《Macross Dynamite 7》的左拉人設定，變成如精靈般的尖耳，並追加頭髮可動能力。《Macross 7》亦嘗試整合劇場版設定，以電影《超時空要塞：愛、還記得嗎？》賣座影響，男性被稱作傑特拉帝、女性是美特蘭蒂，然而河森正治執導的作品未予採用。

## 監察軍

### 早期設定
因原始文明（PROTO CULTURE，亞視音譯『普托哥車』）星際國家分裂，此後50萬年間與傑特拉帝軍展開對抗的另一巨大外星人種。在企劃前期「Battle City Megaroad 」監察軍戲份吃重，對手是樞軸軍也就是後來定案的傑特拉帝軍，不僅有傑特拉帝樞軸軍監察官潛入艦內與已婚美人艦長產生不倫之戀，樞軸軍還派使節談同盟事宜。但樞軸軍最後發現人類潛力也很危險，而發動消滅地球作戰，最後在存活人類、反叛的樞軸軍與流亡地球的監察軍殘部聯手下，擊潰來犯的樞軸軍，共同築起新生文明。
經刪改美人艦長等情節後，已有《超時空要塞》基本架構。當時受限作畫能力緣故持續縮減劇情，正式定案時又刪除監察軍角色，僅留下SDF-1 馬克羅斯前身ASS-1是監察軍脫隊艦的設定。

### 劇場版設定
在電影《超時空要塞：愛還記得嗎？》直接以美特蘭蒂完全取代監察軍設定，SDF-1前身是美特蘭蒂中型砲艦。

### 近期設定
在《Macross 7》播畢後，將監察軍改為50萬年前受原始惡魔洗腦的原始文明和傑特拉帝人所組成的。雖然如此，似乎也留作過往歷史而未在後續作品出現。

## 背景設定
- 在MACROSS中指50万年前银河范围内的类人种族文明原始文明制造的巨人兵。狭义来说是一种活的兵器。他们没有文化、建造、修复等等的概念，通过MICRON装置以复制+洗脑教育的方式在全自动卫星工厂中培养新兵。
- 原本战术规章不可向人类尺寸的类人生物（也就是原始文明本身）出手，但在此之后，随着新开发的生物武器系统EVILIN被平行宇宙的精神生命体占据，洗脑大量原始文明人种和巨人兵组成监察军，原始文明不得不取消了此一战术条例。随着原始恶魔战争结束，受到严重破坏的原始文明社会无法恢复战术条例，而被卷入继续代理战争（内战）的巨人的战火中灭亡。
- 在劇場版《超時空要塞：愛、還記得嗎？》的設定裡，則改成原始文明社会因为无性生殖技术发达而男女分裂时，男女双方都使用巨人兵进行代理战争，一首50万年前的古老情歌唤醒了他们基因中沉睡的文化。
- 原始文明干涉了银河中几乎所有现有生物的进化，因此大部分人型生物的基因都極為趋近，地球人类同样如此。
- 在MACROSS的世界中，他们与地球的第一次接触导致了第一次星际战争的爆发和地球的毁灭。万幸的是，由于MACROSS上的一位名叫林明美的人类少女歌声，第一次星际战争以大量巨人的倒戈和基干要塞哥尔格·波特尔扎的毁灭结束。巨人开始微型化和人类并存。但是这并不代表和平就已到来。逐渐有了民族意识和文化意识的巨人自发产生了宗教意识和民族主义思维，在2012年和2020年发动了两次叛乱。同样，地球人类至上主义在政府中的蔓延也造成了2014年事件和随后各方面对巨人族的限制和歧视。包括开拓船团的人口也以巨人族为多。这造成了边境行星政府的不满和大量的暴动，而统合政府也逐渐强硬化。最后矛盾在2051年爆发，这次后世称为明笛拉丝革命的战争推翻了军政府，开始了新统合时代。在新统合军的序列中又一次出现了全巨人的部队。
- 在ROBOTECH的世界裡，他们是被称为机器人统治者的外星种族制造的。